# Concierto para una fiesta
El Concierto para una fiesta es una obra para guitarra y orquesta compuesta por el compositor español Joaquín Rodrigo en 1982. Es el último concierto que compuso.
La obra fue un encargo del matrimonio William y Carol McKay, de Fort Worth (Texas), para festejar la puesta de largo de sus hijas, Alden y Lauri. Por ello el estreno fue un acontecimiento privado, teniendo lugar en el Ridglea Country Club de dicha ciudad el 5 de marzo de 1983, con Pepe Romero a la guitarra y la Texas Little Symphony dirigida por John Giordano.
Su orquestación es de flauta,un flautín dos oboes (el segundo se ocupa también del corno inglés), un clarinete, un fagot, una trompa, una trompeta, platillos y cuerda. Una interpretación convencional dura veintinueve minutos.
Para algunos, Rodrigo no firmaría una de sus mejores obras. Para el guitarrista Pepe Romero, el compositor demostró conservar su escritura idiomática para la guitarra, con reminiscencias del Concierto de Aranjuez y pasajes de gran dificultad.

## Estructura
- I. Allegro deciso. El primer movimiento presenta un aire de melancolía, con dos temas en la menor y re menor que el compositor asociaba a un talante muy valenciano.

- II. Andante calmo. Presenta similitudes con el Adagio del Concierto de Aranjuez, presentando el corno inglés un tema lírico.

- III. Allegro moderato. El concierto se cierra jubiloso, con reminiscencias andaluzas.

## Discografía
- Pepe Romero (guitarra) con la Academy of Saint Martin in the Fields dirigida por Neville Marriner, en 1983 (Philips).

- Ricardo Gallén (guitarra) con la Orquesta Sinfónica del Principado de Asturias dirigida por Maximiano Valdés, en el 2001 (Naxos).